# クラクトリトルプライド
「クラクトリトルプライド」は、夏川椎菜の楽曲。夏川が作詞、田淵智也が作曲、HAMA-kgnが編曲を担当した。

## リリース
5枚目のシングルとして2021年1月6日にミュージックレインから発売された。初回生産限定盤にはミュージック・ビデオを収録したDVDが同梱されている。

## 音楽性
前作『アンチテーゼ』が喜怒哀楽の「怒」を表していたのに対して、本シングルは「楽」を表すシングルとして、「ライブの最後に歌ってみんなで大団円を迎えられるような曲が欲しい」という夏川の希望をもとに製作された。
「クラクトリトルプライド」は、「負けず嫌いな自分」をテーマに、ゲームをモチーフとした曲。タイトルは、「楽しい」の象徴として夏川の出身地・千葉県にある東京ディスニーランドから、エレクトリカルパレードをもじって付けられた。歌詞には「パリィ」「（セーブ）ポイント」などのゲーム用語が使われている。MVでは、全然うまく行かず一度はゲームオーバーになるが、最後にはボスを倒すストーリーが描かれている。
作曲の田淵智也は、イベントやエッセイで『ログライン』を褒めていたのを夏川が聞いたことが担当のきっかけとなった。夏川にとって、田淵は難しい曲を書くイメージがあったため、曲が上がる前から覚悟をしていたところ、案の定難しいパートがあり作詞で苦労したと語っている。本シングルの2曲を収録したアルバム『コンポジット』では、リード曲「ハレノバテイクオーバー」の作詞・作曲を田淵智也が担当している。
歌詞について「今みたいな状況じゃなかったら書かなかった歌詞だと思うし、想わなかった感情」を書いたと語られている。
カップリング曲の「That's All Right！」は、「クラクトリトルプライド」の「楽しい」に対して、「楽（らく）しよう」というくらいの「楽」。歌い方でも意識して「投げやり感」を出しており、MIXにおいても、歌詞の最後「All Right」と言う箇所のレコーディングは「ゆるさが足りない」という話になり、MIXの場でiPhoneのボイスメモを使って録音したものを使用した。

## 収録曲
| #         | タイトル                                 | 作詞      | 作曲      | 編曲      | 時間  |
| --------- | ---------------------------------------- | --------- | --------- | --------- | ----- |
| 1.        | 「クラクトリトルプライド」               | 夏川椎菜  | 田淵智也  | HAMA-kgn  | 4:43  |
| 2.        | 「That's All Right !」                   | 山崎真吾  | 山崎真吾  | 山崎真吾  | 3:25  |
| 3.        | 「クラクトリトルプライド」(Instrumental) |           |           |           | 4:43  |
| 4.        | 「That's All Right !」(Instrumental)     |           |           |           | 3:23  |
| 合計時間: | 合計時間:                                | 合計時間: | 合計時間: | 合計時間: | 16:14 |

| #  | タイトル                                        | 作詞 | 作曲・編曲 |
| -- | ----------------------------------------------- | ---- | ---------- |
| 1. | 「クラクトリトルプライド」(Music Video)         |      |            |
| 2. | 「クラクトリトルプライド」(TV SPOT 15sec+30sec) |      |            |

## チャート
| チャート（2021年） | 最高位 |
| ------------------ | ------ |
| オリコン           | 6      |